# Calappa
A Calappa felsőbbrendű rákok (Malacostraca) osztályának, a tízlábú rákok (decapoda) rendjének, Brachyura alrendágának Calappide családjába tartozó nem.

## Jellemzői
Fő jellemzőjük, hogy a két ollója erősen megvastagodott és és megdomborodott, valamint lábait és szájszerveit be tudja hajtogatni maga alá. Az előbbi lényege, hogy a két ollójával teljesen eltakarja a szemén kívül minden pontját félelemhelyzetben. Sok fajnak még rejtőszín társul hozzá, főleg kőnek álcázzák magukat. Ollója nagyon ügyetlen vagy esetleg használhatatlan. 

## Fajai
- Calappa acutispina Lai, Chan & Ng, 2006
- Calappa africana Lai & Ng, 2006
- Calappa bicornis Miers, 1884
- Calappa bilineata Ng, Lai & Aungtonya, 2002
- Calappa calappa (Linnaeus, 1758)
- Calappa capellonis Laurie, 1906
- Calappa cinerea Holthuis, 1958
- Calappa clypeata Borradaile, 1903
- Calappa conifera Galil, 1997
- Calappa convexa Saussure, 1853
- Calappa dumortieri Guinot, 1962
- Calappa exanthematosa Alcock & Anderson, 1894
- Calappa flammea (Herbst, 1794)
- Calappa galloides Stimpson, 1859
- Calappa gallus (Herbst, 1803)
- Calappa granulata (Linnaeus, 1758)
- Calappa guerini De Brito Capello, 1871
- Calappa hepatica (Linnaeus, 1758)
- Calappa japonica Ortmann, 1892
- Calappa karenae Ng & Lai, 2012
- Calappa liaoi Ng, 2002
- Calappa lophos (Herbst, 1782)
- Calappa monilicanthus Latreille, 1812
- Calappa nitida Galil, 1997
- Calappa ocellata Holthuis, 1958
- Calappa ocularia Holthuis, 1958
- Calappa pelii Herklots, 1851
- Calappa philargius (Linnaeus, 1758)
- Calappa pokipoki Ng, 2000
- Calappa pustulosa Alcock, 1896
- Calappa quadrimaculata Takeda & Shikatani, 1990
- Calappa rosea Jarocki, 1825
- Calappa rubroguttata Herklots, 1851
- Calappa sebastieni Galil, 1997
- Calappa springeri Rathbun, 1931
- Calappa sulcata Rathbun, 1898
- Calappa tortugae Rathbun, 1933
- Calappa torulosa Galil, 1997
- Calappa tuberculata (Fabricius, 1793)
- Calappa tuerkayana Pastore, 1995
- Calappa undulata Dai & Yang, 1991
- Calappa woodmasoni Alcock, 1896
- Calappa yamasitae Sakai, 1980

Mára kihalt fajok:
- Calappa chungii  Hu and Tao 1985
- Calappa costaricana  Rathbun 1918
- Calappa earlei  Withers 1924
- Calappa heberti  Brocchi 1883
- Calappa lanensis  Rathbun 1926
- Calappa laraensis  Van Straelen 1933
- Calappa madoerensis  Van Straelen 1938
- Calappa oboui  Hu and Tao 1996
- Calappa pavimenta  Schweitzer et al. 2006
- Calappa praelata  Lorenthey 1929
- Calappa protopustulosa  Noetling 1901
- Calappa restricta  Milne-Edwards 1873
- Calappa robertsi  Ross 1964
- Calappa sahelensis  Van Straelen 1936
- Calappa sangiranensis  Van Straelen 1938
- Calappa sexapinosa  Morris and Collins 1991
- Calappa zinsmeisteri  Feldmann and Wilson 1988
- Calappa zurcheri  Bouvier 1899